# Paratrechalea longigaster
Paratrechalea longigaster is een spinnensoort in de taxonomische indeling van de Trechaleidae.
Het dier behoort tot het geslacht Paratrechalea. De wetenschappelijke naam van de soort werd voor het eerst geldig gepubliceerd in 2005 door Carico.